# Kairat Baigudinov
Kairat Baigudinov (22 de novembre de 1978) és un antic ciclista, professional del 2003 al 2005. A partir del 2012 s'ha dedicat a la direcció esportiva de diferents equips.